# Manuela Assunção
Manuela Assunção (São Paulo, 12 de agosto de 1953)  é uma atriz brasileira.
Manuela Assunção, diretora da Agência Boneca de Pano, que foi fundada em 2002, na cidade de São Paulo. Manuela é formada em jornalismo pela universidade FIAM-FAAM. Atriz desde os 15 anos, atuou em grandes novelas, como ‘Lua Cheia de Amor’ – TV Globo, dirigida por Roberto Talma, (personagem Ritinha) e ‘Chiquititas’ – SBT, dirigida por Eugenio Gorkin (personagem Linda Ribeiro).
Participou também em peças teatrais, como “O Auto da Compadecida”, dirigida por Magno Pucci na Universidade FIAMFAAM em 1978/79 e “Romeu e Julieta”, dirigida por Antunes Filho em 1983, entre outras.

## Filmografia
- 1998 Chiquititas como Linda Ribeiro
- 1996 Antônio dos Milagres
- 1996 A Última Semana
- 1992 Tereza Batista
- 1988 Presença de Marisa
- 1987 As Prisioneiras da Selva Amazônica